# Sympherobius exiguus
Sympherobius exiguus is een insect uit de familie van de bruine gaasvliegen (Hemerobiidae), die tot de orde netvleugeligen (Neuroptera) behoort. 
Sympherobius exiguus is voor het eerst wetenschappelijk beschreven door Navás in 1908.